# Ђаковички округ (УНМИК)
Ђаковички округ (алб. Rajoni i Gjakovës) је један од седам округа на подручју Косова и Метохије, по УНМИК-овој подели. Центар округа је Ђаковица. Округ чине општине Ђаковица, Дечани, Ораховац и Јуник.

## Оснивање
Припреме за стварање УНМИК-ових регионалних (обласних) структура на подручју Косова и Метохије отпочеле су већ током 1999. године. Решењем УНМИК-а (бр. 14) од 21. октобра 1999. године, на подручју Косова и Метохије установљене су функције регионалних администратора (Regional Administrators). Приликом доношења ове одлуке УНМИК је поштовао дотадашњу поделу на пет управних округа, тако да том приликом није био постављен посебан регионални администратор у Ђаковици, већ је ово подручје остало подељено између УНМИК-ових регионалних администратора за подручја Пећког округа и Призренског округа.
Посебан УНМИК-ов Ђаковички округ створен је касније, након низа административних промена које су извршене током наредних година.